# Útěchovice
Obec Útěchovice (německy Groß Autiechowitz) se nachází v okrese Pelhřimov v Kraji Vysočina. Žije zde 61 obyvatel. Vsí protéká Útěchovický potok.

## Historie
Jméno vsi pochází od osobního jména Útěch (Útěš) a lze na jeho základě usuzovat, že Útěchovice patří ke starším osadám Pelhřimovska, založeným před rokem 1200 prostřednictvím tzv. vnitřní kolonizace původně zalesněných oblastí. Tomu nasvědčuje i její podkovovitý (neplně kruhovitý) urbanismus. První písemná zmínka o obci pochází z roku 1301. Obec patřila k panství Červená Řečice, po roce 1454 po rozdělení tohoto panství připadla k pelhřimovskému dílu. Jedním z posledních majitelů byl Vilém Pistorius z Hořepníku, držitel panství Loutkov-Hořepník. V roce 1850 se pod názvem Velké Outěchovice stala samostatnou obcí. Současnou podobu svého jména, tedy Útěchovice, používá od roku 1919. V roce 1964 k nim byly připojeny Mašovice. 1. ledna 1989 byla ves připojena k obci Hořepník, avšak 24. listopadu 1990 se opět osamostatnila.

## Památky a přírodní zajímavosti
- Kaplička a kříž na návsi
- Venkovská usedlost čp. 20
- Sýpka usedlosti čp. 8[5]
- Několik dalších staveb lidové architektury
- Vodní mlýn Račín (čp. 28)[6]
- Kříž na jižním konci vsi (proti čp. 35)
- Kříž jižně od vsi, v zatáčce silnice do Útěchoviček
- Kříž severně od silnice do Milotiček
- Dva kříže u polní cesty do Bořetic
- Čtyři rybníky na Útěchovickém potoce
- Lesnaté údolí Bořetického potoka
- Vyhlídkové místo na návrší jižně od vsi, u polní cesty do Útěchoviček

## Obecní správa
Od 1. ledna 1980 do 31. prosince 1988 k obci patřily Litohošť a Útěchovičky.

## Galerie

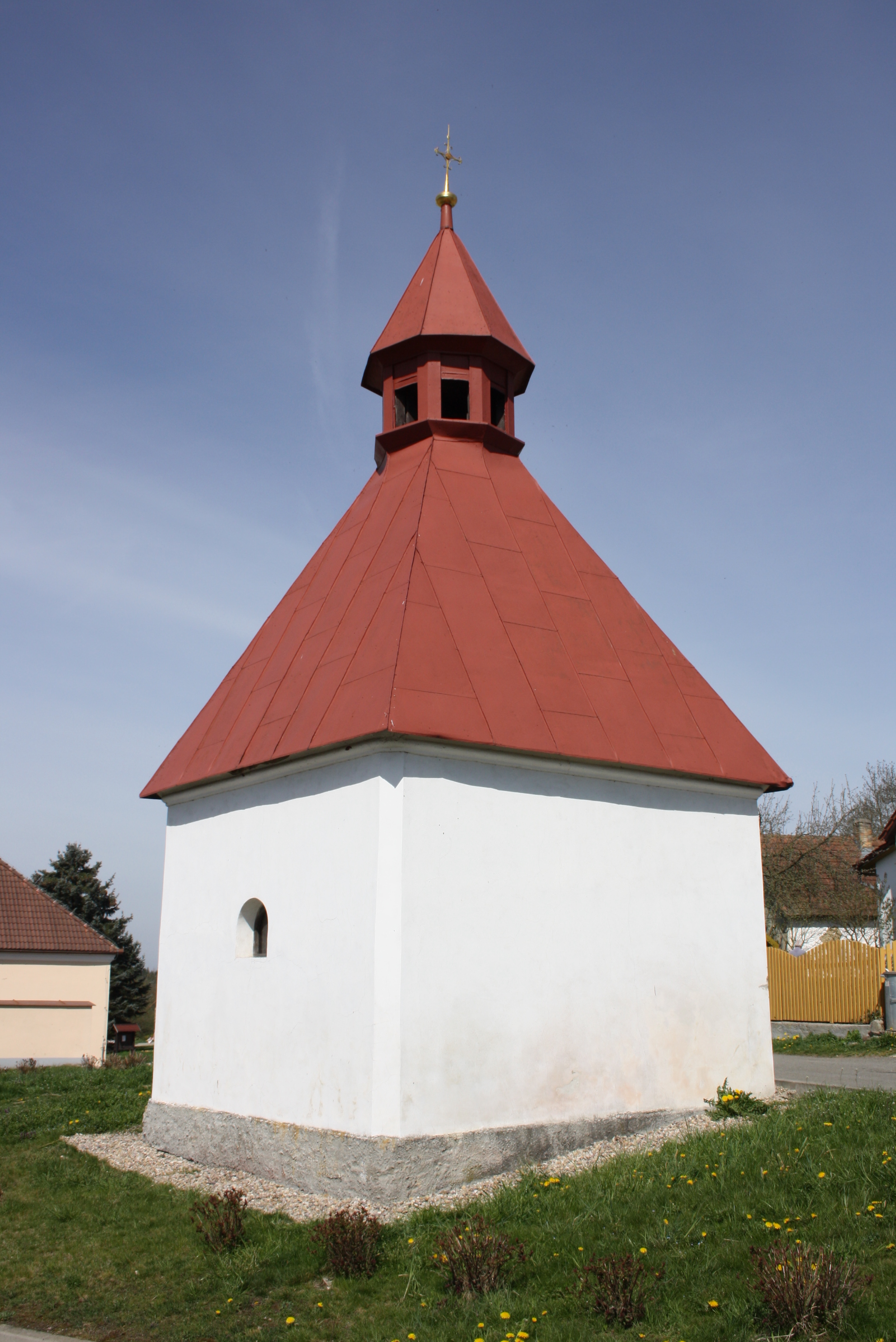
Kaple se zvoničkou
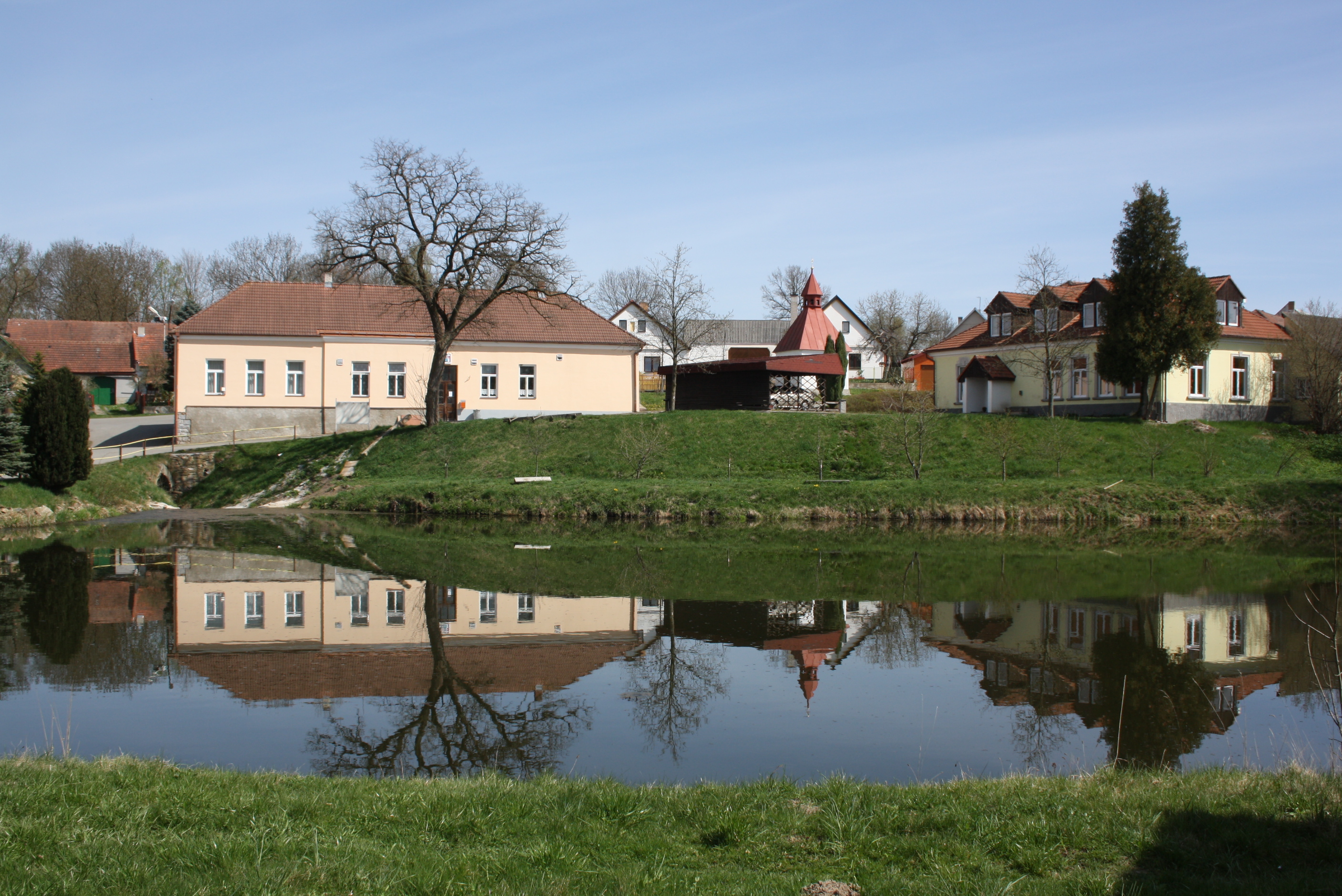
Rybník na návsi
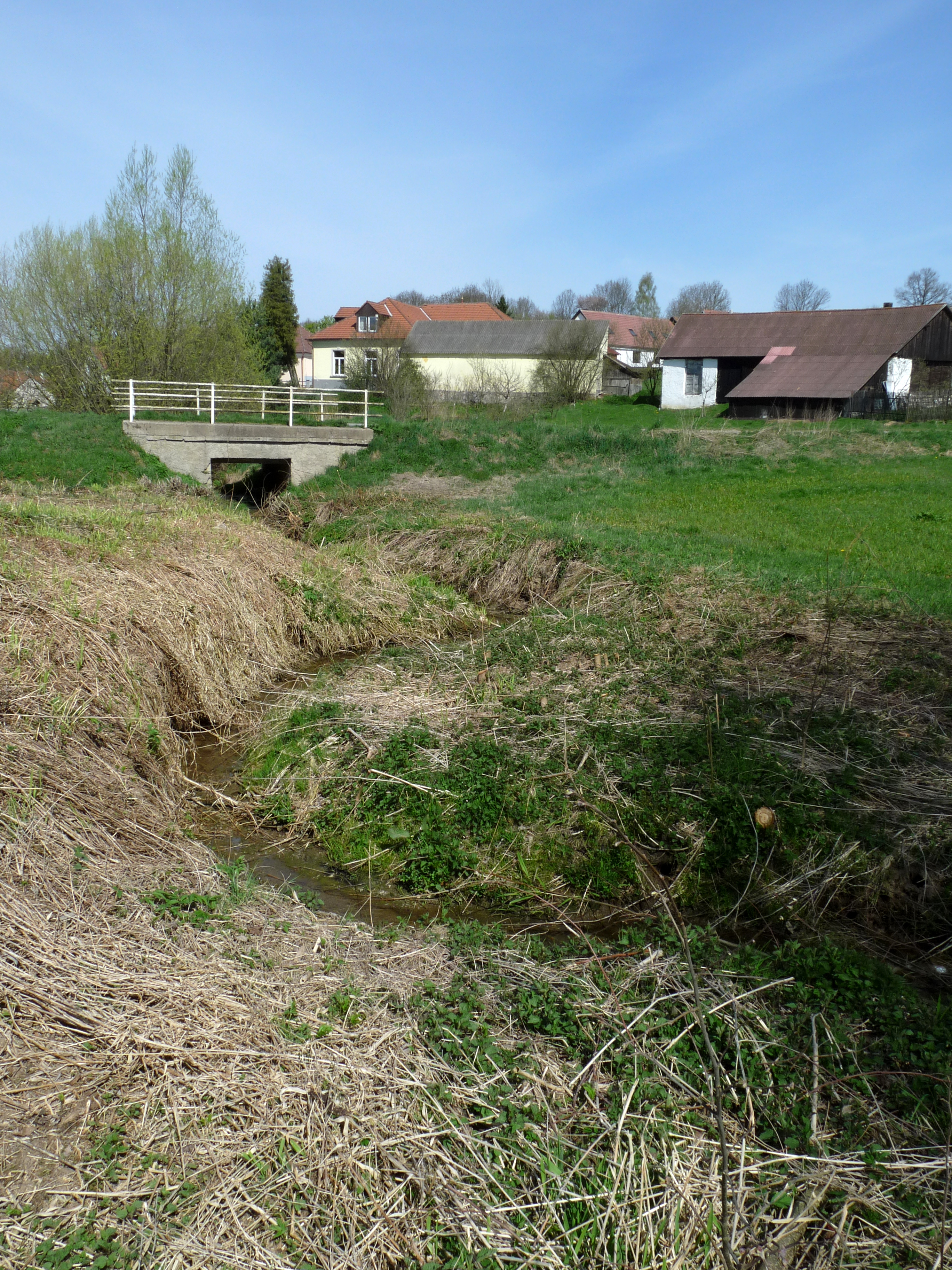
Útěchovický potok
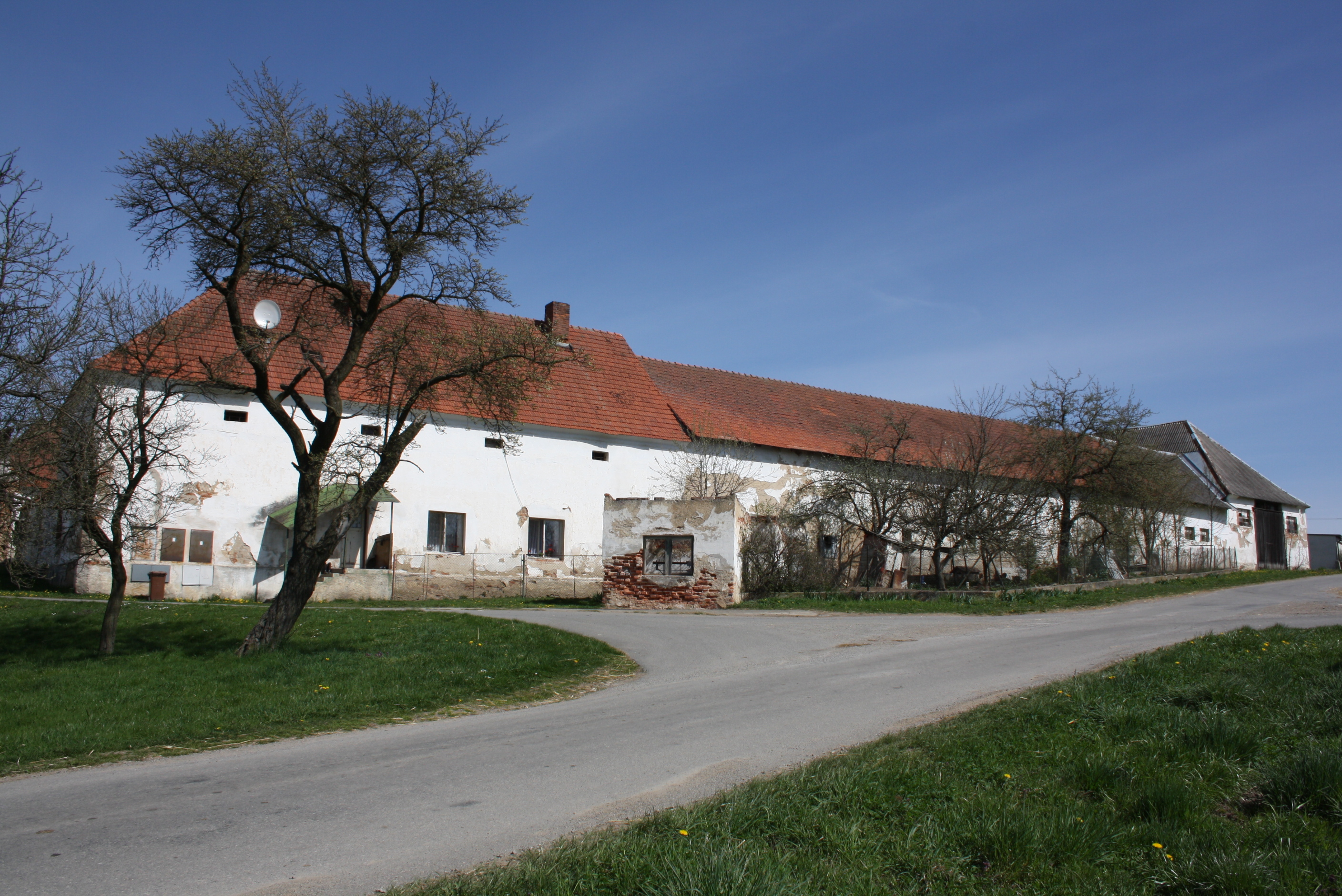
Zemědělský dvůr čp. 1
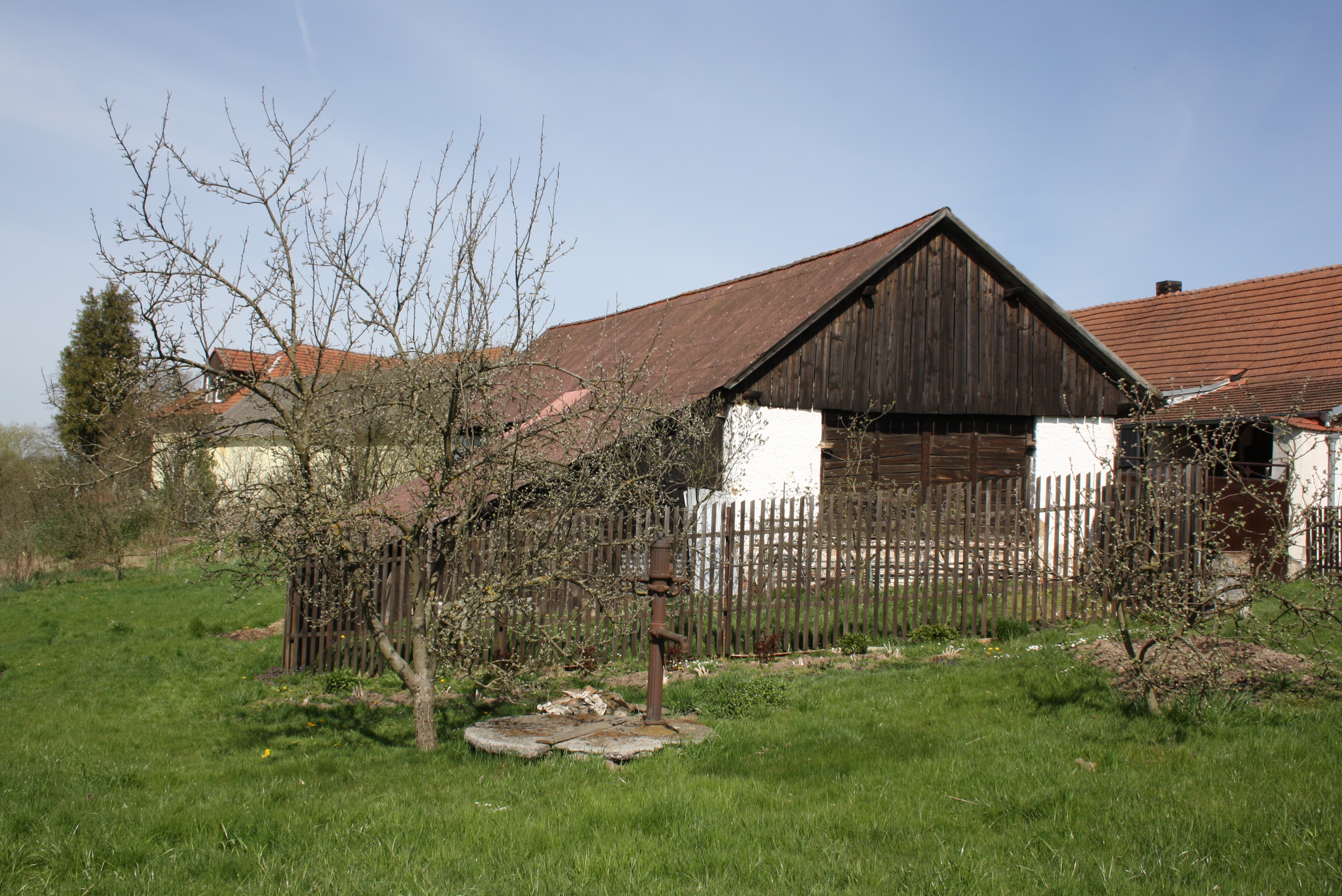
Lidová architektura
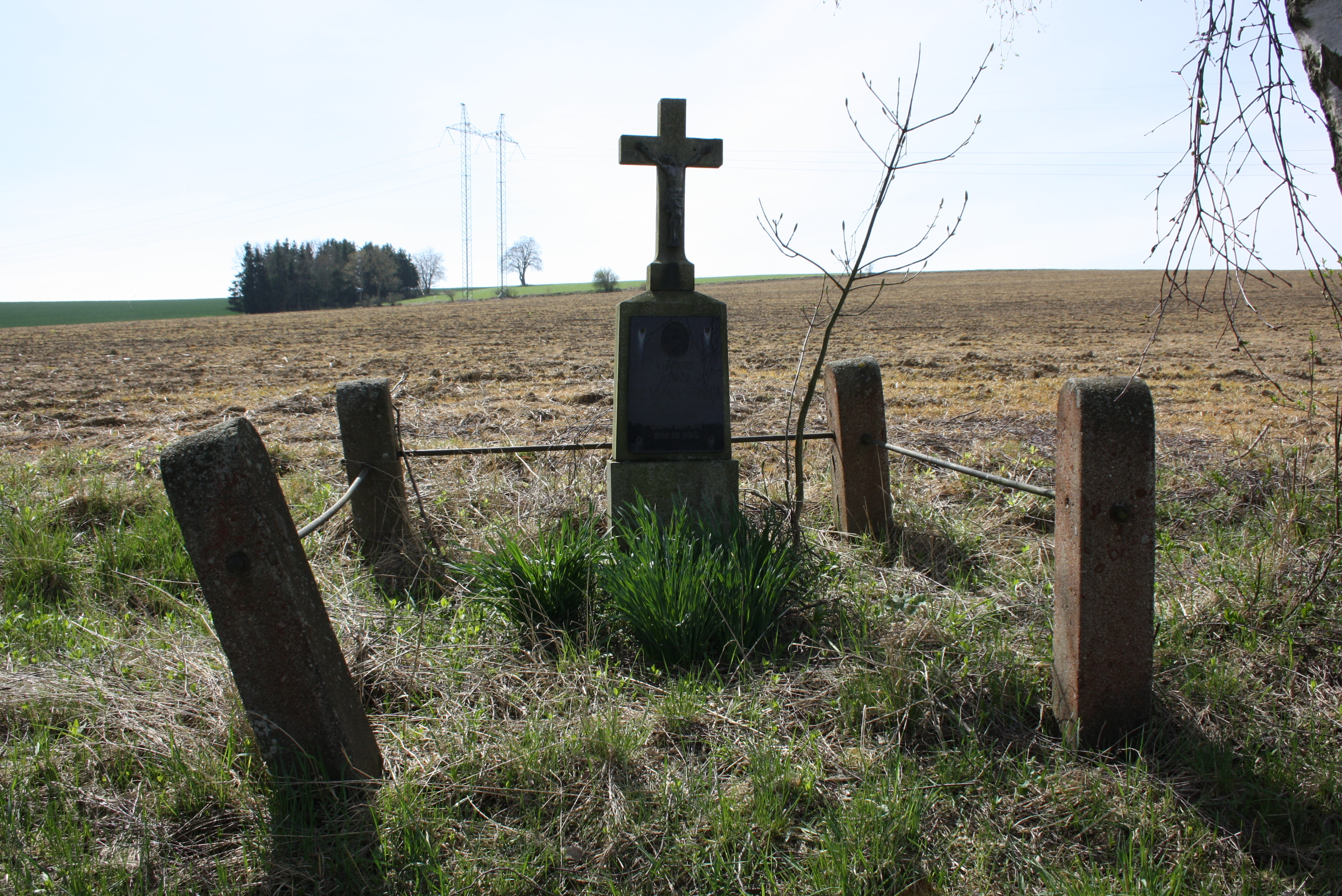
Jeden z křížků u vsi
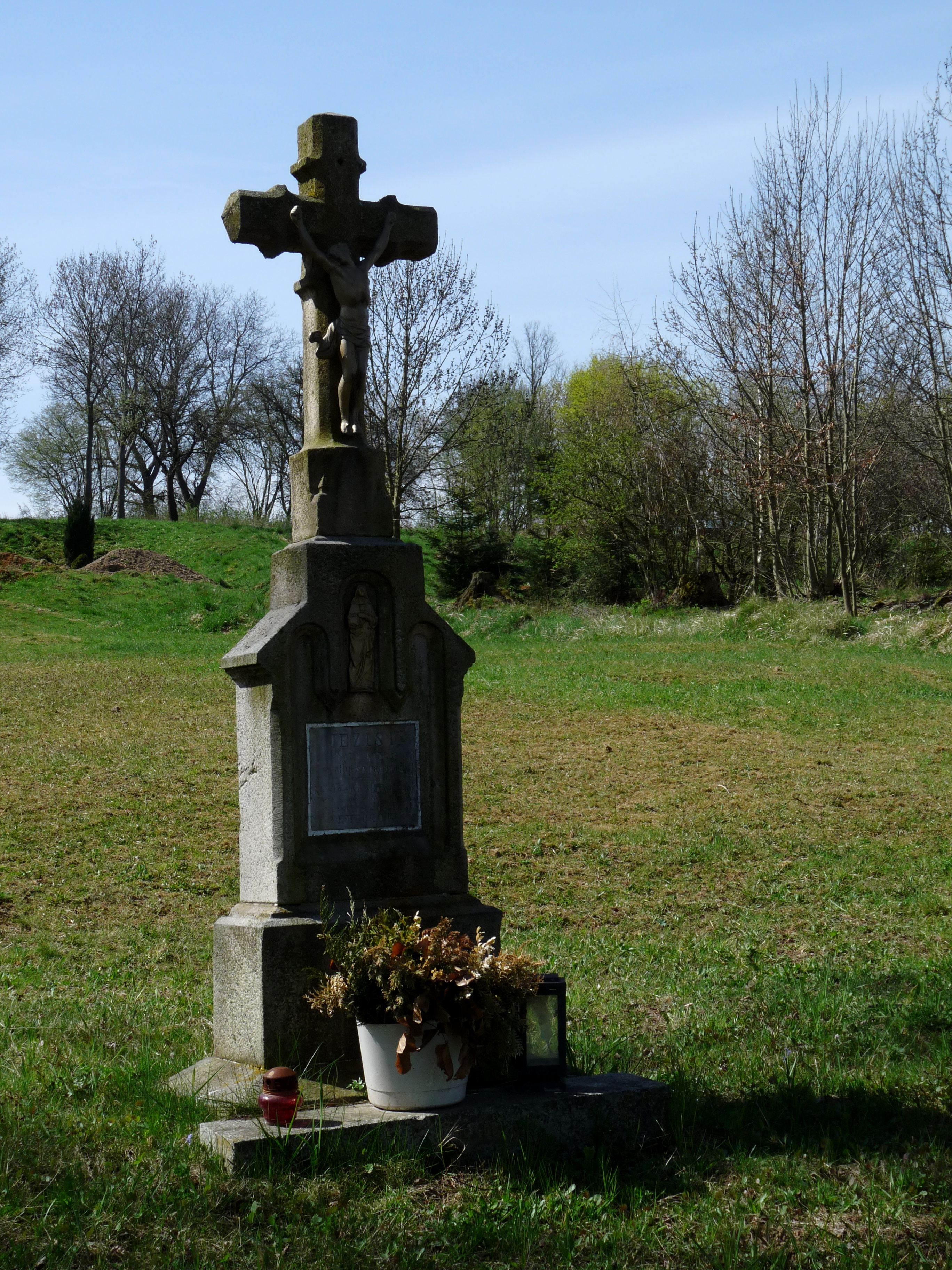
Křížek
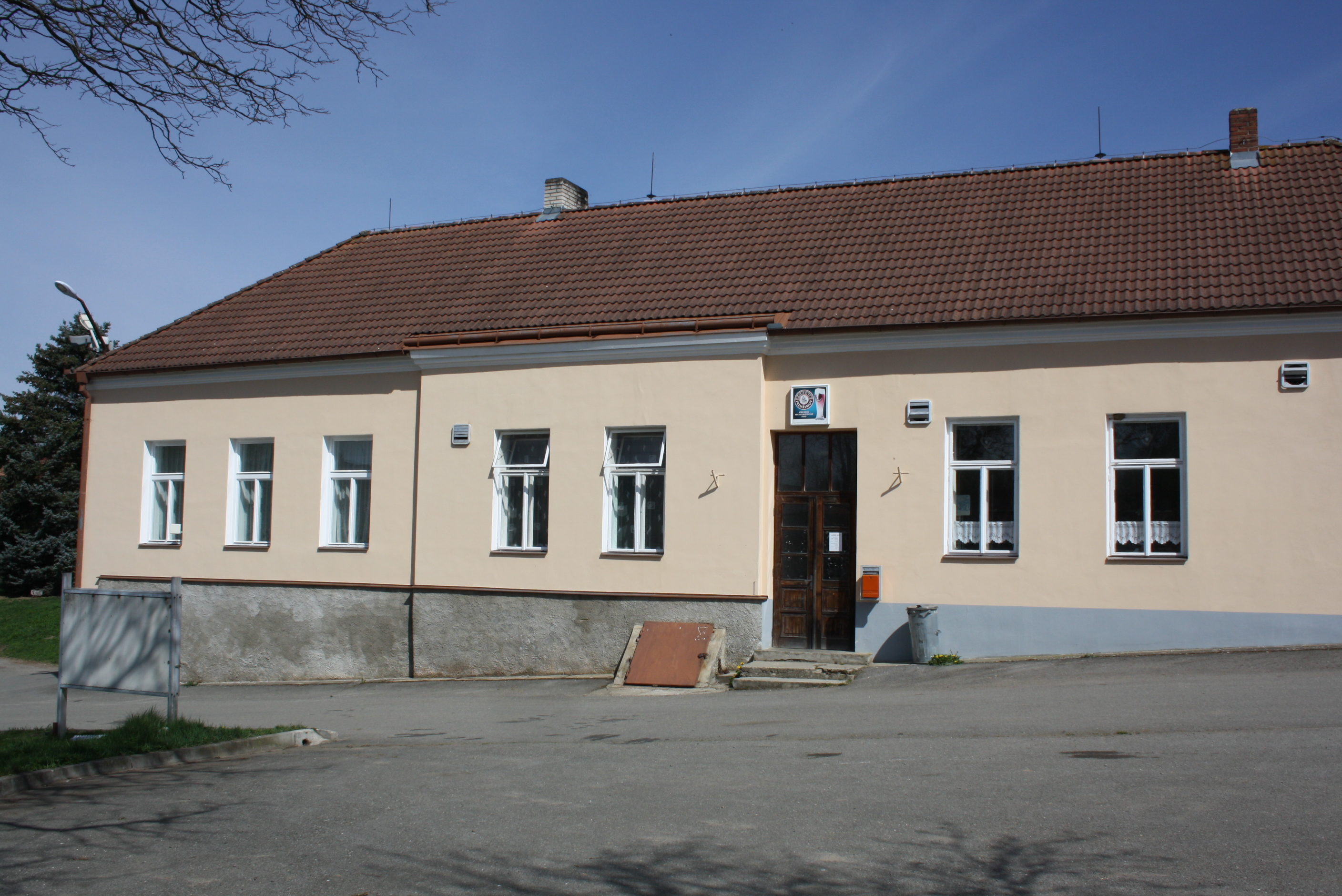
Hostinec